# Cacodaemon
Cacodaemon is een geslacht van keversoort uit de familie zwamkevers (Endomychidae). De wetenschappelijke naam van het geslacht werd in 1857 gepubliceerd door James Thomson.
Deze kevers komen voor in Zuidoost-Azië (Indonesië, Maleisië, China, Laos, Vietnam).
Cacodaemon betekent "boze geest" of "demon". Deze kleine kevers zien er enigszins "duivels" uit met opvallende stekelvormige uitsteeksels op prothorax en dekschilden.Thomson gaf aan diverse soorten die hij tot dit geslacht rekende dan ook namen die verwijzen naar de onderwereld: C. lucifer (uit Borneo; synoniem van C. aculeatus); C. satanas (Borneo); C. cerberus (Java; synoniem van C. spinicollis).